# María Gabriela de Saboya-Villafranca
María Gabriela de Saboya-Cariñano (París, 18 de septiembre de 1811-Arsoli, 10 de septiembre de 1837) fue una princesa franco-italiana del siglo XIX.

## Biografía
Fue hija del príncipe José de Saboya-Cariñano, conde de Villafranca (miembro de la casa de Saboya-Cariñano, secundogénita de los Saboya reinantes en Cerdeña); y su esposa la noble francesa, Pauline-Bénédicte de Quélen de Vauguyon. María Victoria tuvo dos hermanos:
- María Filiberta (1814-1874) casada en 1837 con el príncipe Leopoldo de las Dos-Sicilias, conde de Siracusa.
- Eugenio Manuel (1816-1888) casado morganáticamente con Felicita Crosio.

Durante la infancia de Filiberta y sus hermanos la familia viviría en París, siendo educadas como nobles francesas ya que el matrimonio de sus padres era considerado morganático. No sería hasta 1825 cuando Filiberta y su hermana fueron enviadas a estudiar a Chambery en los estados del rey Carlos Félix de Cerdeña, primo de su padre. Por su parte, su hermano fue enviado al Collegio del Carmine, regido por la Compañía de Jesús en Turín. Filiberta y sus hermanos quedarían huérfanos de padre el 16 de octubre de 1825 cuando este falleció repentinamente en París.
Dos años después contraería matrimonio con el príncipe Vittorio-Emanuelle-Camillo Massimo. Este príncipe romano era hijo de Camillo VIII Massimiliano Massimo, que en 1826 había sido nombrado I príncipe de Arsoli por León XII; y de su esposa Maria Cristina Sabina de Sajonia (1775-1837) hija a su vez del príncipe Francisco Javier de Sajonia y su esposa morganática Chiara Spinucci.

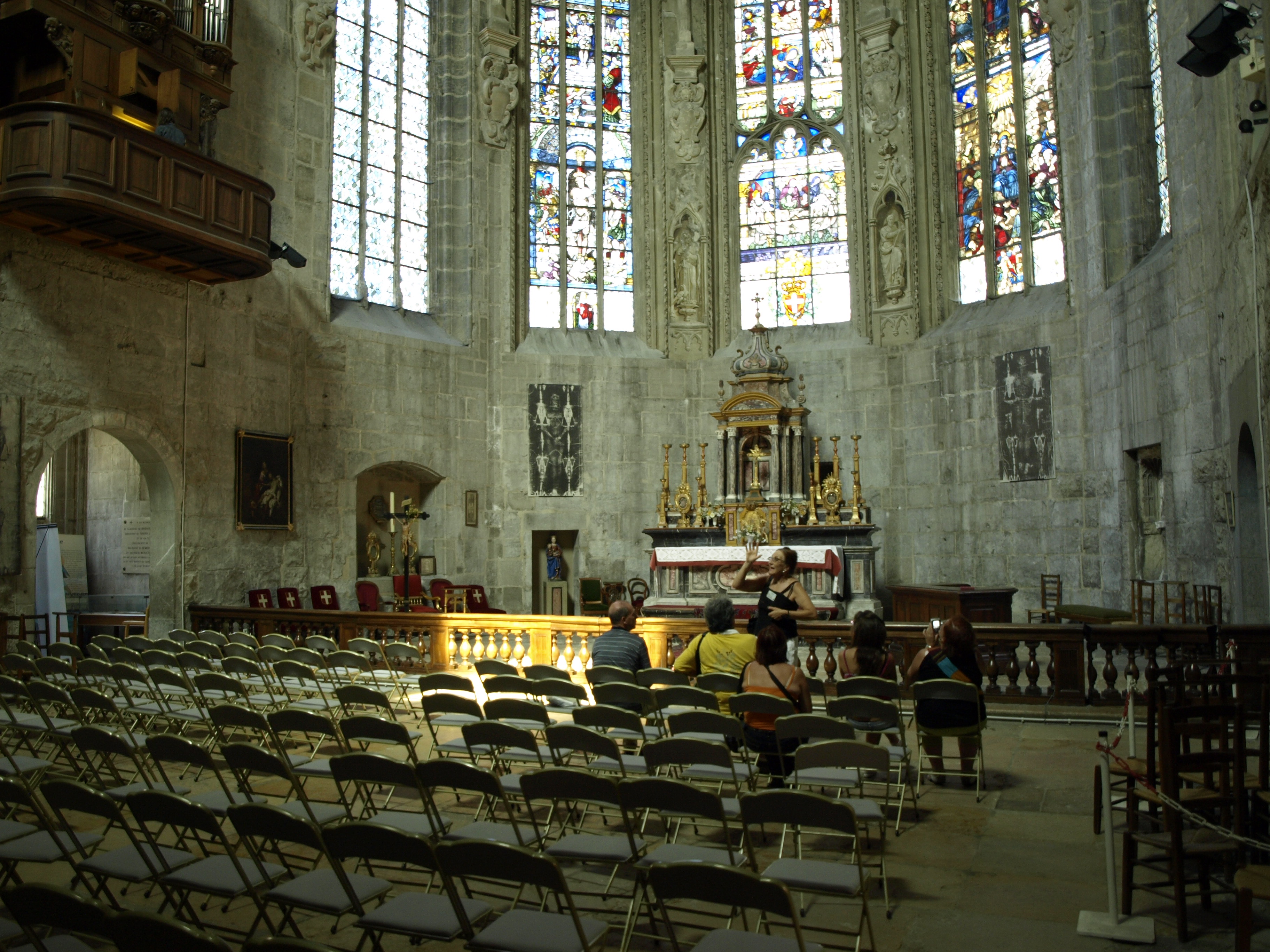
La capilla del Castillo de Chambery donde contrajo matrimonio María Gabriela el 11 de octubre de 1827.

El matrimonio se celebró el 11 de octubre de 1827 en la capilla del Palacio Real de Chambery, donde hasta entonces estudiaba Gabriela.
La muerte de Carlos Félix de Cerdeña en abril de 1831, hizo que subiera al trono Carlos Alberto, hasta entonces príncipe de Cariñano, que era pariente más cercano de su padre. Este reinado sería más favorable a los hermanos de Gabriela, que entonces eran conocidos como Saboya-Villafranca. El 28 de abril de 1834 cuando Eugenio y Filiberta fueron reconocidos por el rey Carlos Alberto de Cerdeña como príncipes de sangre con el tratamiento de Alteza Serenísima. María Gabriela no formó parte de esa rehabilitación por estar ya casada.
Fruto de su matrimonio con Vittorio-Emanuele-Camillo Massimo nacerían tres hijos:
- - Cristina Massimo (1829)
  - Maria Cristina Massimo (1830)
  - Camillo Massimo (1836-1921), III principe de Arsoli

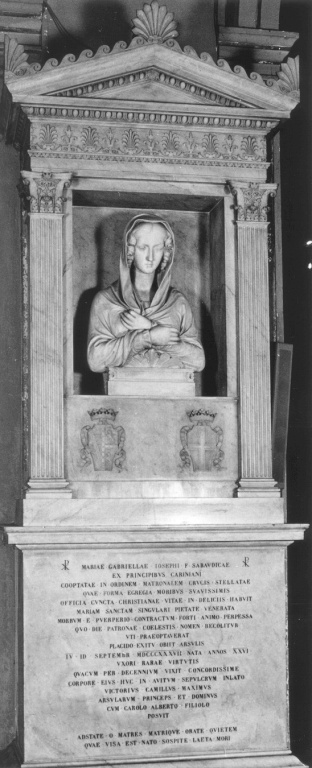
Monumento funerario de María Gabriela en la Basílica de San Lorenzo in Damaso.

Murió en su castillo de Arsoli en las cercanías de Roma el 4 de septiembre de 1837. Fue enterrada en la capilla de los Massimo de la Basílica de San Lorenzo in Damaso, lugar donde ya estaban enterrados sus suegros. En este lugar fue levantado un monumento funerario de estilo neoclásico que contiene un busto de María Gabriela, una rica inscripción latina y un verso latino.
Su viudo contraería un nuevo matrimonio con Giacinta della Porta Rodiani en 1842.

## Títulos y órdenes

### Títulos
| ● 1811-11 de octubre de 1827:                     | María Gabriela de Saboya                         |
| ● 11 de octubre de 1827-10 de septiembre de 1837: | Su Excelencia la princesa María Gabriela Massimo |

### Órdenes
- Dama de la Orden de la Cruz Estrellada (1836,  Imperio austríaco)